# Škoda Fabia
La Škoda Fabia è un'autovettura prodotta dalla casa automobilistica ceca Škoda e presentata nell'autunno del 1999 al Salone dell'automobile di Francoforte in sostituzione della Škoda Felicia. 
La seconda serie è stata lanciata nel maggio 2007, la terza nel 2014 e la quarta nel 2021.

## Prima serie (6Y/A/I, 1999-2007)
La prima serie, una delle prime auto a norma Euro 3, prodotta dall'ottobre 1999 ai primi mesi del 2007, ha ricevuto nel tempo diverse modifiche, soprattutto estetiche. Era disponibile sia in configurazione berlina a 2 volumi che berlina classica ("Sedan"), oltre che in versione station wagon.

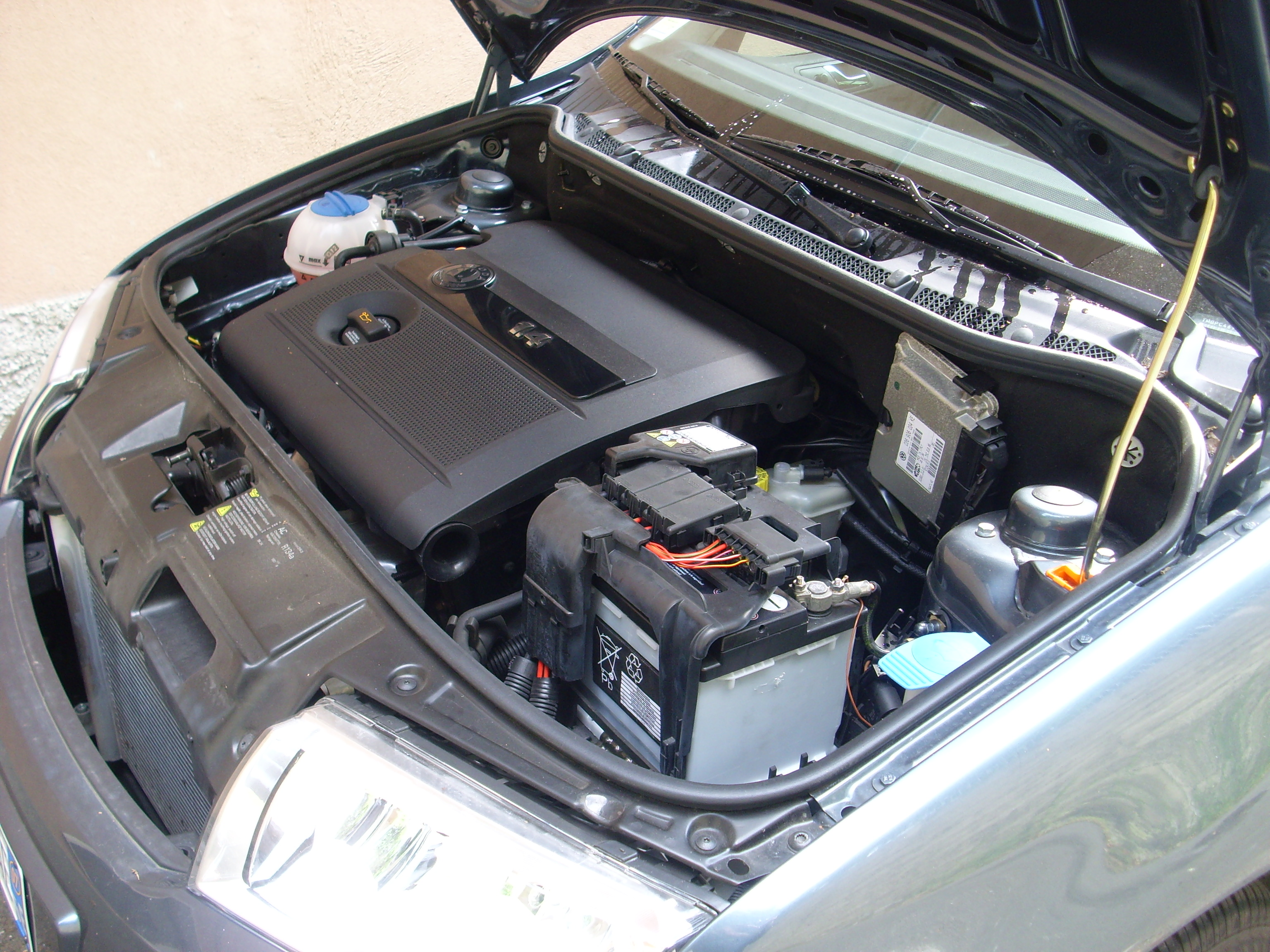
Il vano motore del modello 1.4 16V a benzina

È sviluppata sul pianale della Volkswagen Polo III, con la quale condivide i motori, le cui potenze vanno dai 54 ai 130 cavalli, rispettivamente del motore 1.2 (benzina 6 valvole) e 1.9 TDI (diesel turbo a iniezione diretta). Il motore 1.9 TDI su quest'auto è presente sia in versione da 101 cv, sia in versione da 130 cv, rispettivamente con cambio a 5 e 6 marce.
Il cambio automatico era disponibile sul motore 2.0 a benzina, capace di 116 cavalli.
Era la versione di serie, anche Station Wagon, più veloce (la RS è stata disponibile solo per la berlina): raggiungeva i 200 km/h, mentre la 1.9 TDI, più venduta, raggiungeva i 190 km/h circa.
Il mezzo è stato sottoposto ad un lieve restyling di metà carriera, con un aggiornamento della forma dei fendinebbia e di alcuni accessori.
Della Fabia sono state realizzate numerose versioni speciali, in particolare legate al ciclismo (serie dedicate ai vari "Tour").
Per quanto riguarda la sicurezza automobilistica, la Fabia prima serie è stata sottoposta ai crash test dell'Euro NCAP nel 2000 raggiungendo una valutazione di quattro stelle.

### Fabia vRS

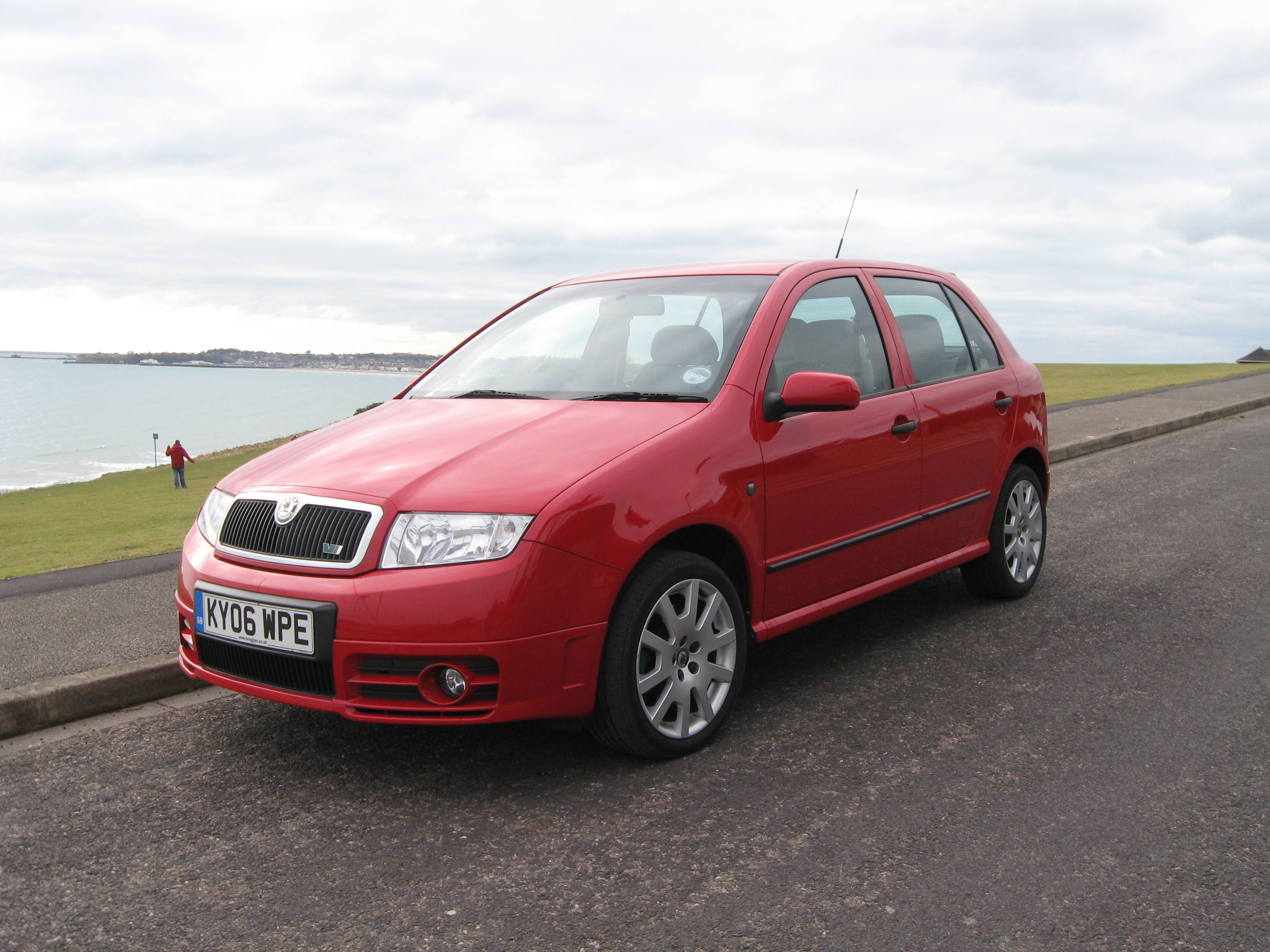
Skoda Fabia vRS

La versione più potente del 1.9 TDI, forte di 130 CV e 310 Nm, è andata ad equipaggiare la versione sportiva della Fabia: la Fabia vRS che, ricalcando il concetto del medesimo allestimento applicato all'Octavia, è stata lanciata per offrire sportività e divertimento insieme a spazio e praticità.
Disponeva di un cambio manuale a 6 marce, cerchi in lega da 16", sedili in stile "vRS" e volante a tre razze in pelle.
Raggiungeva i 206 km/h con uno stacco 0 a 100 km/h in poco meno di 10". Questa versione ha rappresentato un investimento coraggioso da parte del management di Škoda ed ha riscosso un discreto successo di pubblico.

### Fabia WRC
Sulla versione vRS è stato creato nel 2003 un modello di Fabia predisposto per le competizioni del WRC. I parafanghi e i passaruota, per ospitare pneumatici più grandi, hanno raggiunto la dimensione di 1770 mm. Il pianale è stato modificato per installare una trazione 4WD. I serbatoi possono contenere 90 litri di carburante. Per migliorare le condizioni di visibilità, il parabrezza e i finestrini laterali sono riscaldati elettricamente. Tutti gli elementi aerodinamici sono stati migliorati per garantire maggiore deportanze. Il motore è un Konzern turbocompresso da 2.0 litri e 4 cilindri derivato dalla Skoda Octavia WRC. L'interno è strettamente funzionale. Il design del cruscotto deriva dalla versione di serie, ma è fatto di materiali estremamente leggeri. Al posto del cruscotto consueto, la Fabia WRC ha un display con luci al LED. Sfrutta ammortizzatori MacPherson. I freni sono termoventilati a disco. Il cambio è sequenziale a 6 marce. Il motore eroga 300 CV.

### Motorizzazioni

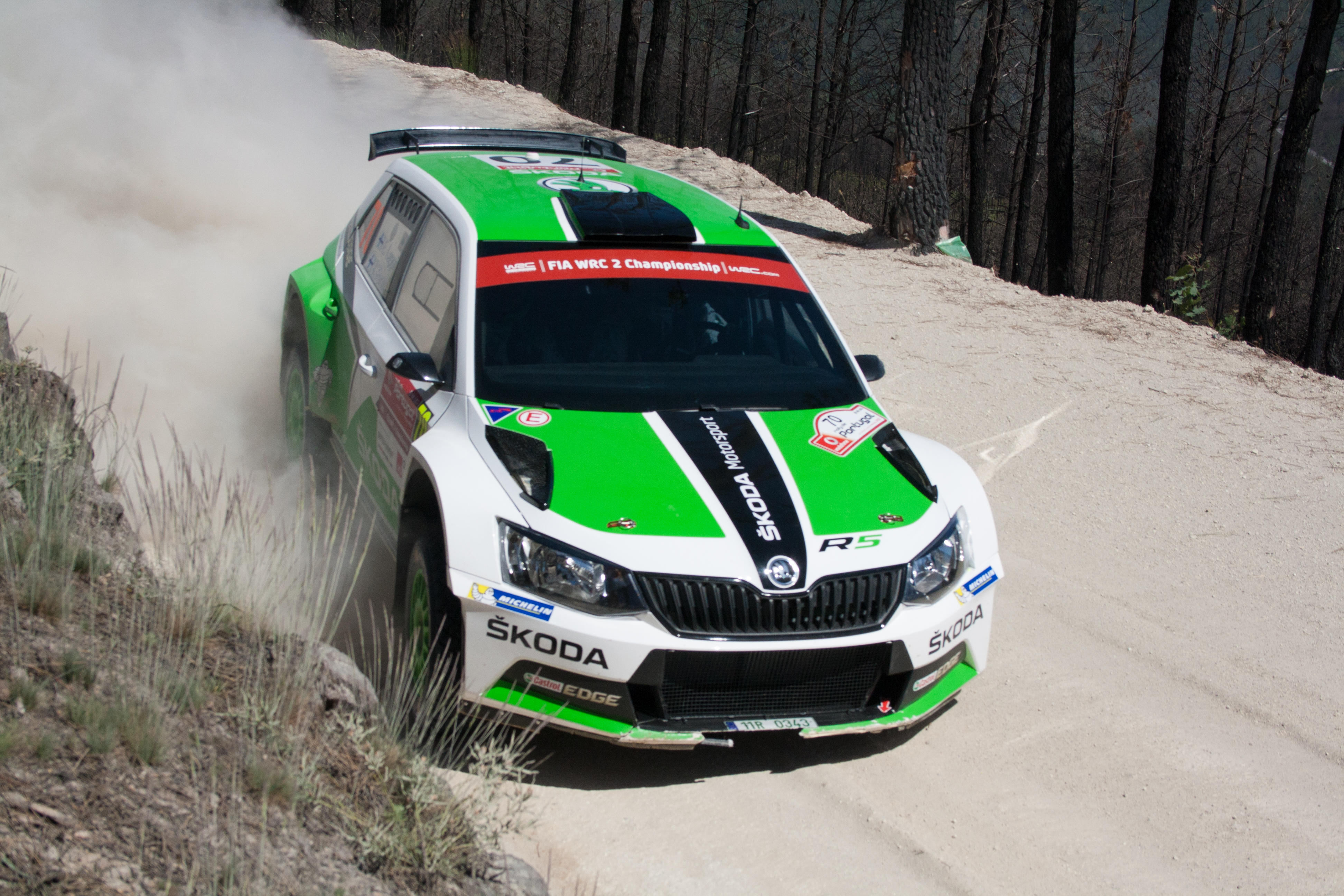
Skoda Fabia R5

| Modello       | Disponibilità    | Motore              | Alimentazione | Cilindrata cm³ | Potenza kW (CV)/rpm | Coppia N·m/rpm | 0-100 km/h (s) | Velocità max (km/h) |
| 1.0 8V        | dal 1999 al 2000 | 4 cilindri in linea | Benzina       | 997            | 37 (50)/5000        | 84/2750        | 20,9           | 145                 |
| 1.2 6V        | dal 2001 al 2003 | 3 cilindri in linea | Benzina       | 1198           | 40 (54)/4750        | 106/3000       | 18,4           | 151                 |
| 1.2 12V       | dal 2003 al 2007 | 3 cilindri in linea | Benzina       | 1198           | 47 (64)/5400        | 112/3000       | 15,9           | 160                 |
| 1.4 8V        | dal 2000 al 2003 | 4 cilindri in linea | Benzina       | 1397           | 44 (60)/5000        | 118/2600       | 18,8           | 155                 |
| 1.4 8V        | dal 1999 al 2003 | 4 cilindri in linea | Benzina       | 1397           | 50 (68)/5000        | 120/2500       | 15,4           | 162                 |
| 1.4 16V       | dal 2000 al 2007 | 4 cilindri in linea | Benzina       | 1390           | 55 (75)/5000        | 126/3800       | 13,8           | 167                 |
| 1.4 16V       | dal 2006 al 2007 | 4 cilindri in linea | Benzina       | 1390           | 59 (80)/5000        | 132/3800       | 13             | 173                 |
| 1.4 16V       | dal 1999 al 2007 | 4 cilindri in linea | Benzina       | 1390           | 74 (101)/6000       | 126/4400       | 11,5           | 185                 |
| 2.0 8V        | dal 2000 al 2007 | 4 cilindri in linea | Benzina       | 1984           | 85 (116)/5200       | 170/2400       | 9,9            | 195                 |
| 2.0 8V        | dal 1999 al 2000 | 4 cilindri in linea | Benzina       | 1984           | 88 (120)/5600       | 174/2400       | 10,1           | 196                 |
| 1.4 TDI 6V    | dal 2005 al 2007 | 3 cilindri in linea | Gasolio       | 1422           | 51 (69)/4000        | 155/1600-2800  | 15,6           | 162                 |
| 1.4 TDI 6V    | dal 2003 al 2005 | 3 cilindri in linea | Gasolio       | 1422           | 55 (75)/4000        | 195/2200       | 14,2           | 168                 |
| 1.4 TDI 6V    | dal 2005 al 2008 | 3 cilindri in linea | Gasolio       | 1422           | 59 (80)/4000        | 195/2200       | 13,8           | 170                 |
| 1.9 SDI 8V    | dal 1999 al 2006 | 4 cilindri in linea | Gasolio       | 1896           | 47 (64)/4000        | 125/1600-2800  | 18,7           | 154                 |
| 1.9 TDI 8V    | dal 2000 al 2007 | 4 cilindri in linea | Gasolio       | 1896           | 74 (101)/4000       | 240/1800-2400  | 11,5           | 185                 |
| 1.9 TDI RS 8V | dal 2003 al 2007 | 4 cilindri in linea | Gasolio       | 1896           | 96 (131)/4000       | 310/1900       | 9,5            | 206                 |

## Seconda serie (5J/B/II, 2007-2014)
La seconda serie è stata commercializzata dal Maggio 2007 ed è disponibile nelle versioni berlina e station wagon con lunghezze intorno ai 4 metri e motorizzazioni diverse da 1 a 2 litri per le versioni a benzina e da 1,4 a 1,9 per le versioni diesel.
La seconda generazione dell'utilitaria della casa ceca è caratterizzata da un design moderno e giovanile ispirato alla di poco più anziana Roomster. La Fabia II ha elevato il livello qualitativo della versione precedente, grazie a materiali più raffinati, sempre in linea con la Polo, e ad un'abitabilità maggiore accompagnata da un ampio bagagliaio di 300 litri. Il motore di punta è il 1.9 TDI da 105 CV con cui la Fabia intende garantire sportività e consumi bassi grazie al collaudato ed efficiente sistema iniettore-pompa. Il cambio automatico è previsto sul motore 1.6 16V, mentre il 2.0 a benzina non è più disponibile. Le versioni più parsimoniose sono rappresentate, per il diesel, dal 1.4 TDI da 80 cavalli e per la benzina da un 1.2 HTP da 60 CV.
La versione SW, piuttosto criticata dal punto di vista estetico ma spaziosa quanto una Golf Variant MK3/5, è equipaggiata con gli stessi motori della berlina ed ha in dotazione la stessa gamma di accessori. La versione più potente (1.6 16v manuale o 1.9 TDI manuale) raggiunge i 192 km/h e scatta da 0 a 100 km/h in 10,4".
Principale rivale della Fabia è la Peugeot 207. Altra concorrente è la Clio: entrambe le francesi sono realizzate anche in versione station wagon. Anche la seconda serie della Fabia è stata sottoposta ai crash test dell'EuroNCAP nel 2007, totalizzando nuovamente il risultato complessivo di quattro stelle.

### Motorizzazioni
| Modello    | Motore              | Alimentazione | Cilindrata cm³ | Potenza kW (CV)/rpm | Coppia N·m/rpm | 0-100 km/h (s) | Velocità max (km/h) |
| 1.2 6V     | 3cilindri in linea  | Benzina       | 1198           | 44 (60)/5200        | 108/3000       | 16,5           | 155                 |
| 1.2 12V    | 3cilindri in linea  | Benzina       | 1198           | 51 (69)/5400        | 112/3000       | 14,9           | 163                 |
| 1.4 16V    | 4 cilindri in linea | Benzina       | 1390           | 63 (86)/5000        | 132/3800       | 12,3           | 174                 |
| 1.6 16V    | 4 cilindri in linea | Benzina       | 1598           | 77 (105)/5600       | 153/3800       | 10,1           | 190                 |
| 1.4 TDI 6V | 3 cilindri in linea | Gasolio       | 1422           | 51 (69)/4000        | 155/1600-2800  | 14,8           | 163                 |
| 1.4 TDI 6V | 3 cilindri in linea | Gasolio       | 1422           | 59 (80)/4000        | 195/2200       | 13,2           | 172                 |
| 1.9 TDI 8V | 4 cilindri in linea | Gasolio       | 1896           | 77 (105)/4000       | 240/1800-2400  | 10,8           | 190                 |

### Restyling 2010 (5JF/B2)

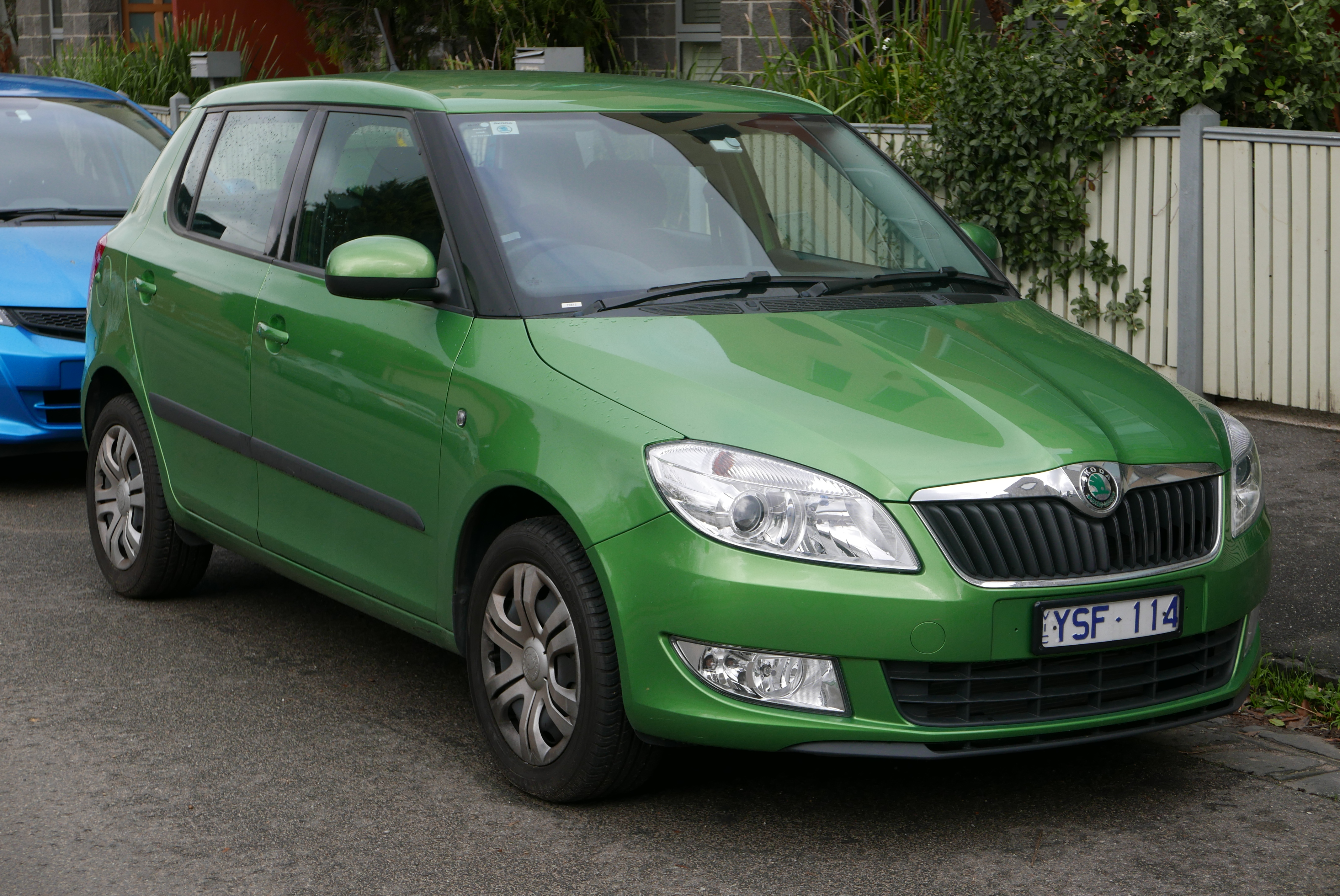
Skoda Fabia II serie restyling 2010

La Skoda aggiorna la Fabia seconda serie presentando al Salone di Ginevra del 2010 un restyling. È stata visivamente e tecnicamente rivista. Viene aggiornato il frontale, con l'intera parte anteriore della vettura tra cui il frontale con una diversa forma del paraurti e dei fari principali e dei fendinebbia. Vengono aggiornati anche gli interni, il cruscotto, vari dettagli degli interni. Il cambio radicale viene fatto sui motori, dove vengono sostituiti tutti tranne il 1.2 litri 3 cilindri che viene aggiornato alla normativa Euro 5. Inoltre, due nuovi motori sono entrati nella gamma: un 1.2 TSI e 1.6 TDI con 77 kW (105 CV).

Con il restyling della Fabia, viene anche aggiornata la versione sportiva RS. Questa è dotata del motore TSI 1.4 litri 4 cilindri con 180 CV della Polo GTI ed è accoppiato con un 7 marce DSG doppia frizione che le fa raggiungere una velocità massima di 226 chilometri all'ora, facendone la Fabia di serie più veloce mai prodotta ed è anche disponibile in versione station wagon. 

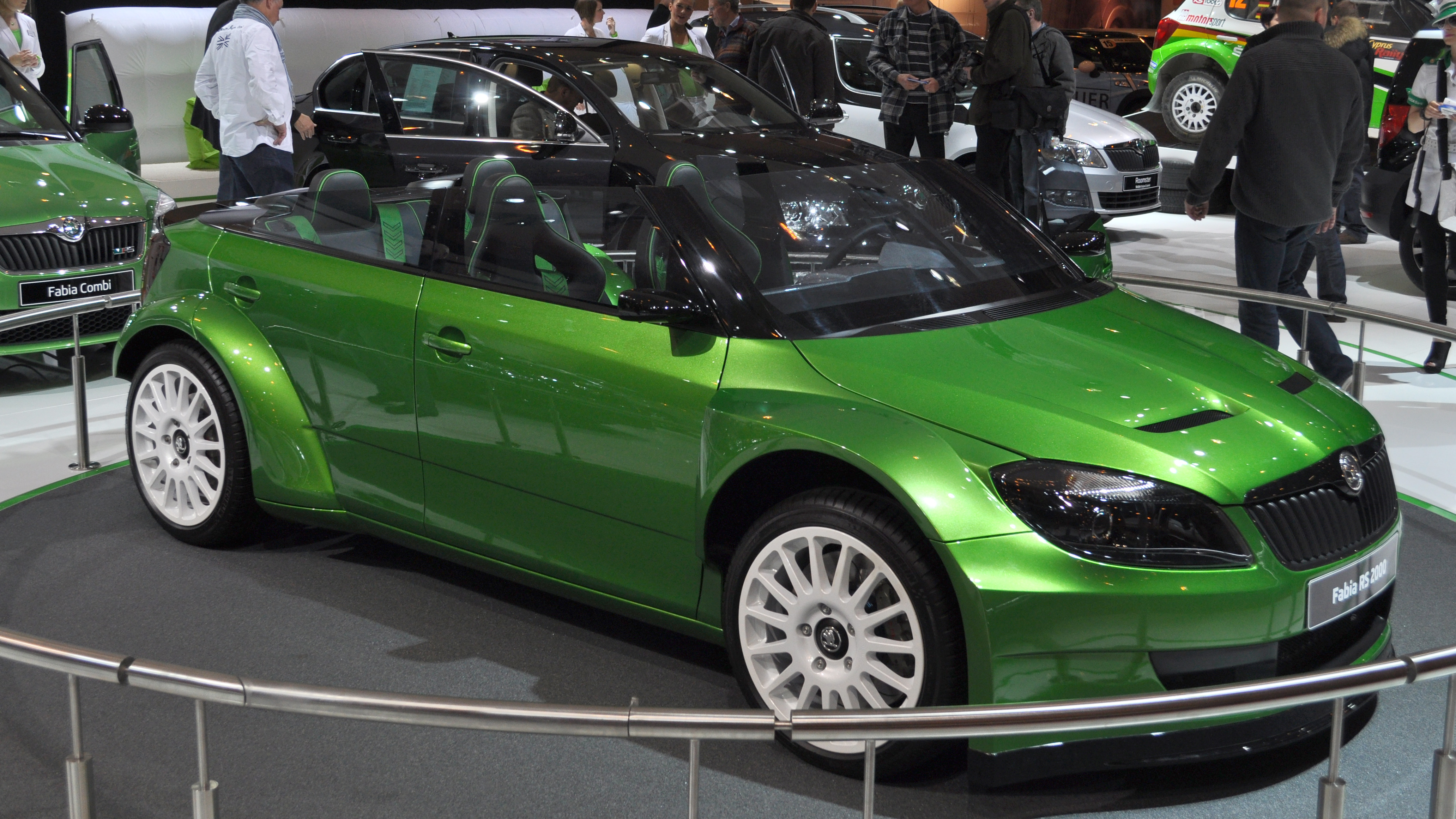
Skoda Fabia II RS2000

Nella primavera del 2011 è stato presentata la versione speciale Fabia Monte Carlo al Salone dell'auto di Ginevra. Le differenze rispetto alle altre versioni sta nella dotazione di serie con sedili sportivi in colore rosso o nero, elementi in pelle negli interni, assetto sportivo e ribassato di 15 millimetri rispetto al modello di serie, cerchi in lega da 16 pollici neri, fari bruniti e vetri posteriori oscurati. I'allestimento è disponibile in sei motorizzazioni diverse sia benzina che diesel con potenze che vanno da 70 a 105 CV.
Nel 2011, presso il GTI-Treffen, la casa ceca presentò una versione speciale della Fabia in configurazione Roadster. Denominata RS2000 Roadster, impiegava come base la Fabia S2000 impiegata nel campionato S-WRC (Super 2000 World Rally Championship) di rally.

#### Motorizzazioni
| Modello     | Motore              | Alimentazione | Cilindrata cm³ | Potenza kW (CV)/rpm | Coppia N·m/rpm | 0-100 km/h (s) | Velocità max (km/h) |
| 1.2 6V      | 3 cilindri in linea | Benzina       | 1198           | 44 (60)/5200        | 108/3000       | 16,5           | 155                 |
| 1.2 12V     | 3 cilindri in linea | Benzina       | 1198           | 51 (69)/5400        | 112/3000       | 14,9           | 163                 |
| 1.2 TSI     | 4 cilindri in linea | Benzina       | 1197           | 63 (86)/4800        | 160/1500-3500  | 11,7           | 177                 |
| 1.2 TSI     | 4 cilindri in linea | Benzina       | 1197           | 77 (105)/5000       | 175/1550-4100  | 10,1           | 191                 |
| 1.4 TSI DSG | 4 cilindri in linea | Benzina       | 1390           | 132 (180)/6200      | 250/2000-4500  | 7,3            | 224                 |
| 1.2 TDI     | 3 cilindri in linea | Gasolio       | 1199           | 55 (75)/4200        | 155/2000       | 14,2           | 166                 |
| 1.6 TDI     | 4 cilindri in linea | Gasolio       | 1598           | 55 (75)/4000        | 195/1500-2500  | 14,1           | 166                 |
| 1.6 TDI     | 4 cilindri in linea | Gasolio       | 1598           | 66 (90)/4200        | 230/1500-2500  | 12,6           | 176                 |
| 1.6 TDI     | 4 cilindri in linea | Gasolio       | 1598           | 77 (105)/4400       | 250/1500-2500  | 10,9           | 188                 |

## Terza serie (NJ/C/III, 2014-2021)
La terza generazione della Fabia è stata introdotta al Salone di Parigi nel mese di ottobre 2014, con vendite a partire dal mese successivo. La produzione è stata avviata prima della fine del mese di agosto 2014 a Mladá Boleslav. A causa delle basse vendite dei modelli RS dalla generazione precedente, questa variante non è più prevista per la produzione di serie.
La Fabia ha subito un importante revisione tecnica essendo basata su un mix di piattaforme, tra cui un 10% di PQ25 della precedente Fabia, 40% di PQ26 su cui si basa la Volkswagen Polo IV, e il restante 50% è formato dalla piattaforma Volkswagen MQB che è utilizzato da molti nuovi modelli del gruppo Volkswagen: è stata di fatto la prima segmento B del gruppo Volkswagen a montare moduli dell'architettura MQB anticipando Polo, Seat Ibiza e Audi A1 i cui nuovi modelli ora sono basati completamente su MQB. Il telaio è stato modificato, diventando 90 mm più largo e 30 mm più basso, con conseguente aumento dello spazio interno. Pur essendo 8 millimetri più corta, la Fabia offre ancora più spazio per i passeggeri perché il passo è stato allungato di 10 mm. Complessivamente le misure esterne sono 3,99 metri di lunghezza, 1,73 metri di larghezza e 1,45 metri di altezza. Il peso complessivo della vettura è stato ridotto di circa 65 kg rispetto alla vecchia generazione.
È presente anche la versione station wagon con caratteristiche tecniche molto simile alla berlina, ma con una lunghezza complessiva di 4 257 millimetri; il bagagliaio con i sedili in posizione d'uso è di 530 litri contro i 330 della berlina.
I motori per la Fabia sono stati ripresi da quelli contemporanei della Volkswagen Polo V.
Nel 2014 è stata sottoposta una terza volta ai crash test dell'Euro NCAP ottenendo il risultato di 5 stelle.

### Motorizzazioni
| Modello | Motore              | Cilindrata cm³ | Potenza kW (CV)/rpm | Coppia N·m/rpm | 0-100 km/h (s) | Velocità max (km/h) |
| 1.0 MPI | 3 cilindri in linea | 999            | 44 (60)/5000-6000   | 95/3000-4300   | 15,7           | 160-172             |
| 1.0 TSI | 3 cilindri in linea | 999            | 70 (95)/5000        | 132/5000-5500  | 10,6           | 183-187             |
| 1.2 TSI | 3 cilindri in linea | 1.197          | 66 (90)/4400-5400   | 160/1400-3500  | 10,9           | 182                 |
| 1.4 TDI | 3 cilindri in linea | 1.422          | 66 (90)/3000-3250   | 230/1750-2.500 | 11,1           | 182                 |

### Fabia R5
Nell'estate del 2015, la Škoda presenta la Škoda Fabia R5, una vettura da rally appartenente nella classe appena creata R5, costruita dal reparto sportivo dalla Škoda Motorsport e si basa sulla Škoda Fabia stradale. Il suo motore turbo a quattro cilindri ha una cilindrata di 1.620 cm³ e sviluppa una potenza di 279 CV. La Škoda Fabia R5 corre in competizioni come il Campionato Europeo Rally e nel campionato WRC-2. È tra l'altro utilizzata nel Campionato Rally tedesco.

## Quarta serie (dal 2021)
La Škoda Fabia di quarta generazione è stata presentata a maggio 2021, venendo introdotta sul mercato verso settembre 2021.
Questa generazione adotta un design rivisto che si va ad uniformare con quello degli altri modelli della gamma Škoda. La quarta serie è realizzata su un nuovo telaio derivato dalla piattaforma MQB-A0, condivisi con altri veicoli del Gruppo Volkswagen (come la Volkswagen Polo VI) e già utilizzata su altre Škoda, tra cui la Scala e la Kamiq. A causa di questo cambiamento, le dimensioni sono abbondantemente cresciute rispetto alla precedente serie, con un passo più lungo di 94 mm, un aumento della lunghezza di 115 mm, un aumento della larghezza di 50 mm, ma una diminuzione dell'altezza di 7 mm, il tutto per incrementare l'abitabilità e lo spazio nel vano bagagli.
Grande attenzione è stata riservata all'aerodinamica, che grazie a varie migliorie alla carrozzeria e alla carenatura del sottoscocca, hanno portato una riduzione del coefficiente di resistenza aerodinamica da 0,32 a 0,28. Tutti i motori disponibili in gamma sono solo a benzina e vengono ripresi dal Gruppo Volkswagen, e sono: un 3 cilindri da 1,0 litro sia aspirato che turbo e un 1,5 litri quattro cilindri solo turbo, con potenze che vanno da 65 CV fino a 150 CV.
Inizialmente durante la fase di progettazione e lo sviluppo di questa generazione, la Skoda aveva previsto di realizzare una versione station wagon della vettura denominata Fabia Combi, ma a metà del 2021 la casa ceca ha annullato il progetto a causa degli standard normativi sulle emissioni Euro 7.
Nei crash test dell'euro NCAP 2021, ha ottenuto una valutazione di 5 stelle.